# Трикала
Вижте пояснителната страница за други значения на Трикала.
Трѝкала (на гръцки: Τρίκαλα) е град в Северозападна Тесалия, Гърция. Той е главен град на едноименната област /сега вече наричана регионална единица/ Трикала, и се намира северозападно от Кардица, източно от Янина и Мецово, южно на Гревена, и югозападно от Лариса. Трикала е разположена в плодородната равнина на Тесалия.
През града преминава река Литеос.

## Забележителности
Крепостта на Трикала в Стария град (Варош) е средновековна. Омир предава, че древна Трика (Трики) е родното място на трима от аргонавтите и е едно от местата изтъквано като родно на Асклепий (Asklepios), въпреки че по-често се сочи за такъв Епидавър, където се намира главния му храм в древността. Останки от старо светилище на изцелителя Асклепион се намират между централния площад на града и църквата „Свети Николай“ (Агиос Николаос) в Трикала. Това е най-старият запазен медицински център от античността в цяла Гърция.
В Трикала може да се видят и други запазени забележителностти от елинския и римски период – мозайки, стоа, римски бани. Доминиран от византийската крепост се извисява древния акропол на този живописен град, разделен на две от река Литеос. Църквата „Свети Димитър“ (Агиос Димитриос) привнася византийски привкус на съвременния град.

## История
Трикала е в границите на Първата българска държава (920 – 922, 977 – 983, 996 – 997) по време на царуването на Симеон I и Самуил. Тя е част от т.нар. Велика Влахия (1204 – 1215), Епирското деспотство (1215 – 1335), деспотството на Тесалия /което е клон на Епирското/ (1230 – 1335), Втората българска държава между 1230 и 1241, Никейската империя между 1241 и 1261 и възстановената Византийска империя между 1261 и 1335, Душановото царство (1348 – 1373), и отново Византийската империя (1335 – 1348, 1373 – 1394, 1403 – 1411), преди да бъде включена към Османската империя (1394 – 1403 и 1411 – 1881).
Трикала е отстъпена на Кралство Гърция през 1881 г. след Берлинския договор. Тя е отново завзета от турците по време на Гръцко-турската война на 28 април 1897 г., и държана от тях за период от 6 месеца.

## Учреждения и инфраструктура
Интересни са Старата гара на Трикала и Многопрофилната болница на регионална единица Трикала. Спортния факултет на Тесалийския университет е изнесен от Лариса и се намира в Трикала, като първите му студенти започват обучението си тук през академичната 1994 – 1995 г. В Трикала има над 20 средни училища, като тези с технически профил се ползват с много добра репутация.
От декември 2005 г. община Трикала предлага на своите жители безплатен високоскоростен безжичен интернет. До 2007 г. на около 95% от градската площ е осигурен безплатен интернет, като по този начин Трикала е един от първите и все още малко европейски градове предлагащи такава услуга безплатно. От 2009 г. в града е изградена и е на разположение на жителите на Трикала мрежа за телемедицина, с цел проследяване долекуването на изписаните болни, както и на тези със сериозни състояния, без да е необходимо да посещават болницата.

## Личности
Димитрис Митропанос – роден на 2 април 1948 г., починал на 17 април 2012 г.

## Побратимени градове
- Амберг
- Брашов
- Таленц
- Тусон

## Галерия
- Средновековната крепост на Трикала
- Кула в стария град
- Римска сграда обърната на джамия
- Гарата на Трикала